# Азійська депресія
Азі́йська депре́сія — область низького тиску над Азією на багаторічних середніх картах літніх місяців з центром над Іранським нагір'ям, один із сезонних кліматологічних центрів дії атмосфери. Тиск у центрі Азійської депресії в липні — близько 995 мбар (+0,0995 Мн/м2). Південну частину Азійської депресії можна розглядати як екваторіальну депресію, яка змістилася в тропічні широти нагрітого материка Азії; в більш північній частині вона є результатом переважного наявності над материком полярно-фронтових циклонів.